# Colonização de povoamento

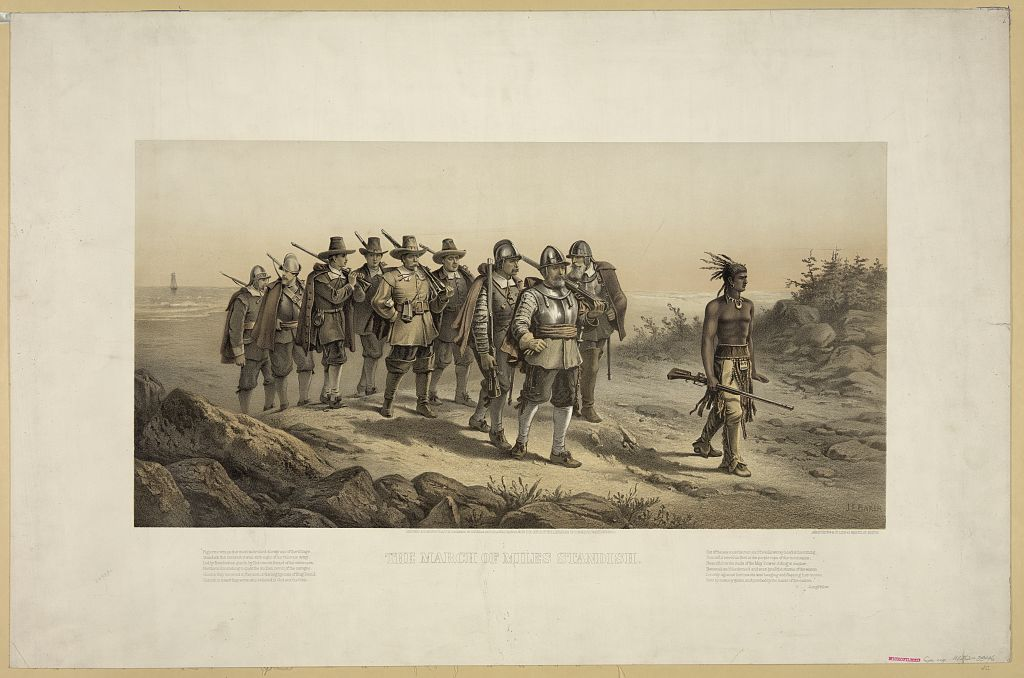
Gravura retratando a chegada de europeus à colônia de Plymouth, que foi um exemplo de colonização de povoamento.

Colonização de povoamento, [ligação inativa]  também referido como colonialismo de ocupação ou ainda colonialismo demográfico (em inglês: settler colonialism), refere-se a uma modalidade de formação colonial concentrada na ocupação da terra ou do território, permanentemente substituindo a sociedade que previamente nela vivia. Historicamente, é promovida por um Estado nacional, que envia seus naturais (homens, mulheres e crianças) a um determinado território situado no exterior a fim de lá estabelecer uma presença perene e autônoma e construir uma sociedade economicamente viável, geralmente baseada na agricultura e no comércio.
Desde o início da Idade Moderna, vários estados europeus adotaram políticas coloniais, competindo uns com os outros para estabelecer colônias fora da Europa - inicialmente nas Américas e depois na Ásia, África e Oceania. Esse colonialismo moderno resultou na conquista do Novo Mundo e na formação das primeiras colônias de povoamento europeu, que estão na origem dos Estados Unidos, Canadá, Austrália, Nova Zelândia, bem como da América do Sul, África do Sul e Namíbia (correspondentes à antiga Colônia do Cabo). [ligação inativa]  Nesse processo, a população autóctone é submetida, deslocada ou fisicamente destruída (genocídio). O mesmo modelo de colonização seria aplicado nas cidades de Hong Kong e Macau, em Singapura e no Sudeste Asiático.
Segundo Ilan Pappé, o colonialismo de povoamento é essencialmente um projeto de substituição e deslocamento; de assentamento e expulsão [de populações]. Baseia-se na desumanização e na eliminação [de populações autóctones]. Trata-se, enfim, de ajudar um grupo de pessoas a se livrar de outro grupo de pessoas.